# Sommerstein (Niederdorla)
Die abgegangene Burg Sommerstein befand sich in der jetzigen Gemarkung der Landgemeinde Vogtei im Ortsteil Niederdorla im Unstrut-Hainich-Kreis in Thüringen.

## Geschichte
Die in dem alt-germanischen Opfermoor Niederdorla gefundenen Gegenstände beweisen die damaligen Aktivitäten der ansässigen Menschen, die vielleicht zu ihrem Schutz die verschwundene Niederungsburg Sommerstein benötigten. Die Moorlage könnte auf eine Wasser- oder Sumpfburg hinweisen. 